# Championnat de Belgique féminin de football 1988-1989
Navigation
Saison précédente Saison suivante
Le championnat de Belgique féminin de football 1988-1989 est la 18e édition du championnat de première division belge de football féminin. Il se dispute lors de la saison 1988-1989. 
Ce championnat est disputé par quatorze équipes. Il est remporté par Herk Sport dont c'est le 2e titre.

## Classement
| Rang | Équipe                   | Pts | J  | G  | N | P  | Bp | Bc | Diff |
| ---- | ------------------------ | --- | -- | -- | - | -- | -- | -- | ---- |
| 1    | Herk Sport               | 50  | 26 | 25 | 0 | 1  | 85 | 15 | +70  |
| 2    | RWD Herentals            | 44  | 26 | 20 | 4 | 2  | 77 | 16 | +61  |
| 3    | Standard Fémina de Liège | 41  | 26 | 18 | 5 | 3  | 80 | 17 | +63  |
| 4    | Brussel Dames 71         | 36  | 26 | 16 | 4 | 6  | 61 | 22 | +39  |
| 5    | Astrio Begijnendijk      | 27  | 26 | 10 | 7 | 9  | 29 | 28 | +1   |
| 6    | DVC Kuurne               | 26  | 26 | 9  | 8 | 9  | 36 | 38 | -2   |
| 7    | KSV Cercle Bruges        | 25  | 26 | 10 | 5 | 11 | 49 | 55 | -6   |
| 8    | Elen Standard            | 24  | 26 | 10 | 4 | 12 | 42 | 55 | -13  |
| 9    | DVK Gand                 | 22  | 26 | 9  | 4 | 13 | 52 | 61 | -9   |
| 10   | Eva's Kumtich            | 21  | 26 | 8  | 5 | 13 | 30 | 48 | -18  |
| 11   | VC Terheide              | 21  | 26 | 7  | 7 | 12 | 38 | 59 | -21  |
| 12   | Dames Beerse             | 16  | 26 | 5  | 6 | 15 | 35 | 58 | -23  |
| 13   | Lady's Scherpenheuvel    | 11  | 26 | 4  | 3 | 19 | 29 | 88 | -59  |
| 14   | Assenede                 | 0   | 26 | 0  | 0 | 26 | 9  | 92 | -83  |